# Belogubita
La belogubita és un mineral de la classe dels sulfats que pertany al grup de la calcantita. Rep el nom en honor de Ielena Vitalievna Belogub (Елена Витальевна Белогуб) (28 de novembre de 1963, Kharkov, Ucraïna, URSS), investigadora principal de l'Institut de Mineralogia de la Branca dels Urals de l'Acadèmia de Ciències de Rússia.

## Característiques
La belogubita és un sulfat de fórmula química CuZn(SO₄)₂(H₂O)₈·2H₂O. Va ser aprovada com a espècie vàlida per l'Associació Mineralògica Internacional l'any 2018, sent publicada per primera vegada el 2019. Cristal·litza en el sistema triclínic. La seva duresa a l'escala de Mohs és 2,5. Es tracta d'un membre amb coure i zinc ordenats del grup de la calcantita que té un lloc catiònic M1 ocupat preferentment per coure, mentre que el lloc M2 està dominat per zinc amb substitució subordinada de Fe2+ i Mg.

## Formació i jaciments
Va ser descoberta al dipòsit de zinc i coure de Gayskoe, situat a la localitat de Gai, a l'óblast d'Orenburg (Rússia), tractant-se de l'únic indret de tot el planeta on ha estat descrita aquesta espècie mineral.